# Des Moines
Des Moines [[dəˈmɔɪn] ⓘ] ist die Hauptstadt und mit 214.133 Einwohnern (Stand: Volkszählung 2020 des U.S. Census Bureau) größte Stadt des US-Bundesstaates Iowa. Darüber hinaus ist Des Moines der County-Sitz von Polk County.
Des Moines wurde 1843 als Fort Des Moines gegründet, benannt nach dem Des Moines River. Das Fort bestand bis 1846.

## Wortherkunft
Der Name der Stadt geht auf den gleichnamigen Fluss zurück, der von französischen Kolonisten „Des Moines“ genannt wurde, was so viel wie „von den Mönchen“ bedeutet. Nach anderen Theorien soll der Name ursprünglich von den „Moingona“ abstammen, einer Untergruppe der ursprünglich in der Gegend ansässigen Peoria-Indianer.

## Geographie

### Lage
Die Stadt liegt im Zentrum des Staates Iowa. Der Des Moines River und der Raccoon River fließen südlich der Innenstadt zusammen. Sie bilden die primäre Wasserversorgung von Des Moines, bergen aber auch, wie etwa 1993, eine Überflutungsgefahr.

### Vororte
Vororte von Des Moines sind unter anderem:
| - Altoona (Iowa) - Ankeny (Iowa) - Bondurant (Iowa) - Carlislee - Clive (Iowa) - Grimes (Iowa) - Johnston (Iowa) | - Norwalk (Iowa) - Pleasant Hill (Iowa) - Polk City (Iowa) - Urbandale - Waukee - West Des Moines - Windsor Heights |

### Klima
|                       | Jan   | Feb  | Mär  | Apr  | Mai  | Jun   | Jul  | Aug   | Sep  | Okt  | Nov  | Dez  |   |       |
| Mittl. Tagesmax. (°C) | −2,2  | 0,9  | 8,3  | 16,6 | 22,8 | 27,9  | 30,4 | 29,0  | 24,2 | 17,9 | 8,9  | 0,3  | ⌀ | 15,5  |
| Mittl. Tagesmin. (°C) | −11,8 | −9,1 | −2,4 | 4,4  | 10,8 | 16,2  | 19,2 | 17,6  | 12,5 | 5,9  | −1,2 | −8,8 | ⌀ | 4,5   |
|                       |       |      |      |      |      |       |      |       |      |      |      |      |   |       |
| Niederschlag (mm)     | 24,4  | 28,2 | 59,2 | 85,3 | 93,0 | 113,3 | 96,0 | 106,7 | 89,7 | 66,5 | 45,5 | 33,5 | Σ | 841,3 |
|                       |       |      |      |      |      |       |      |       |      |      |      |      |   |       |
| Regentage (d)         | 4,4   | 4,6  | 6,8  | 8,1  | 9,3  | 8,6   | 7,7  | 7,5   | 7,5  | 6,2  | 5,2  | 5,5  | Σ | 81,4  |

| −11,8 |

| −9,1 |

| −2,4 |

| 4,4 |

| 10,8 |

| 16,2 |

| 19,2 |

| 17,6 |

| 12,5 |

| 5,9 |

| −1,2 |

| −8,8 |

| −11,8 |

| −9,1 |

| −2,4 |

| 4,4 |

| 10,8 |

| 16,2 |

| 19,2 |

| 17,6 |

| 12,5 |

| 5,9 |

| −1,2 |

| −8,8 |

## Geschichte

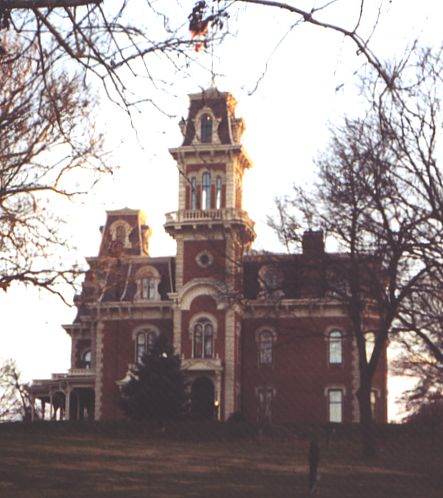
Terrace Hill (2005) ist seit Juli 2003 als National Historic Landmark anerkannt.

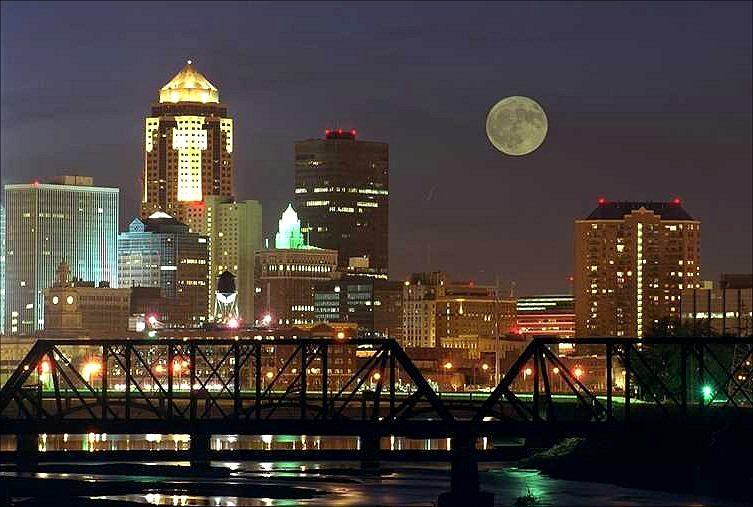
Des Moines' Skyline bei Nacht

Zwei Orte in Des Moines haben den Status einer National Historic Landmark, die Fort Des Moines Provisional Army Officer Training School und das Herrenhaus Terrace Hill. 180 Bauwerke und Stätten der Stadt sind im National Register of Historic Places (NRHP) eingetragen (Stand 24. September 2020).

## Bevölkerung
Nach Stand des Zensus von 2000 gibt es 198.682 Menschen, 80.504 Haushalte, und 48.704 Familien in der Stadt. Die Bevölkerungsdichte ist 1012,0/km². Es gibt 85.067 Wohneinheiten bei einer durchschnittlichen Dichte von 433,3/km².
Ethnische Zusammensetzung:
- 82,29 % Weiße
- 08,07 % Schwarze oder Afroamerikaner
- 03,52 % anderer Abstammung
- 03,50 % Asiaten
- 02,23 % aus zwei oder mehr ethnischen Gruppen

- 00,35 % Indianer
- 00,05 % Menschen von den pazifischen Inseln

6,61 % der Bevölkerung sind hispanischer Abstammung jeglicher Hautfarbe.
Es gibt 80.504 Haushalte, von denen 29,5 % auch Kinder unter 18 Jahren bewohnen, 43,7 % sind Ehepaare die zusammen leben, 12,6 % haben einen weiblichen Haushaltsvorstand ohne Ehemann, und 39,5 % leben nicht in einer Familie. 31,9 % aller Haushalte sind Single-Haushalte und 10,2 % haben ein Haushaltsmitglied, das 65 Jahre oder älter ist. Die durchschnittliche Haushaltsgröße ist 2,39 und die durchschnittliche Familiengröße ist 3,04.
| Alter (Jahre) | ≤ 18 | 18–24 | 25–44 | 45–64 | ≥ 65 |
| ------------- | ---- | ----- | ----- | ----- | ---- |
| Anteil (%)    | 24,8 | 10,6  | 31,8  | 20,4  | 12,4 |

Das Durchschnittsalter beträgt 34 Jahre. Auf alle 100 Frauen kommen 93,8 Männer. Auf alle 100 Frauen über 18 Jahren kommen 90,5 Männer.
Das durchschnittliche Haushaltseinkommen der Stadt liegt bei 38.408 US$, und das Durchschnittseinkommen für eine Familie beträgt 46.590 US$. Männer haben ein Durchschnittseinkommen von 31.712 US$ gegenüber 25.832 US$ bei Frauen. Das Pro-Kopf-Einkommen der Stadt liegt bei 19.467 US$. 11,4 % der Bevölkerung und 7,9 % der Familien leben unterhalb der Armutsgrenze. 14,9 % der Bewohner unter 18 und 7,6 % der über Fünfundsechzigjährigen leben unterhalb der Armutsgrenze.

### Einwohnerentwicklung
| Jahr | Einwohner 1 |
| ---- | ----------- |
| 1980 | 191.003     |
| 1990 | 193.187     |
| 2000 | 199.173     |
| 2010 | 204.186     |
| 2020 | 214.133     |

## Verkehr

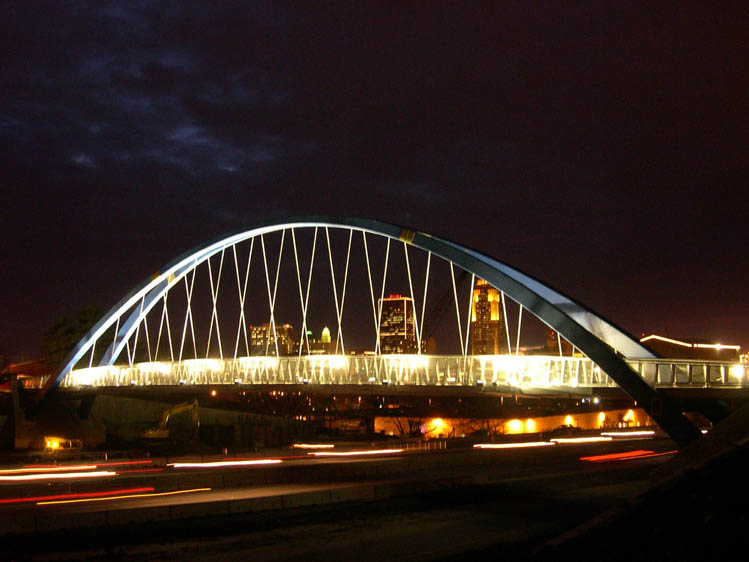
Edna-M.-Griffin-Fußgängerbrücke über die Interstate 235

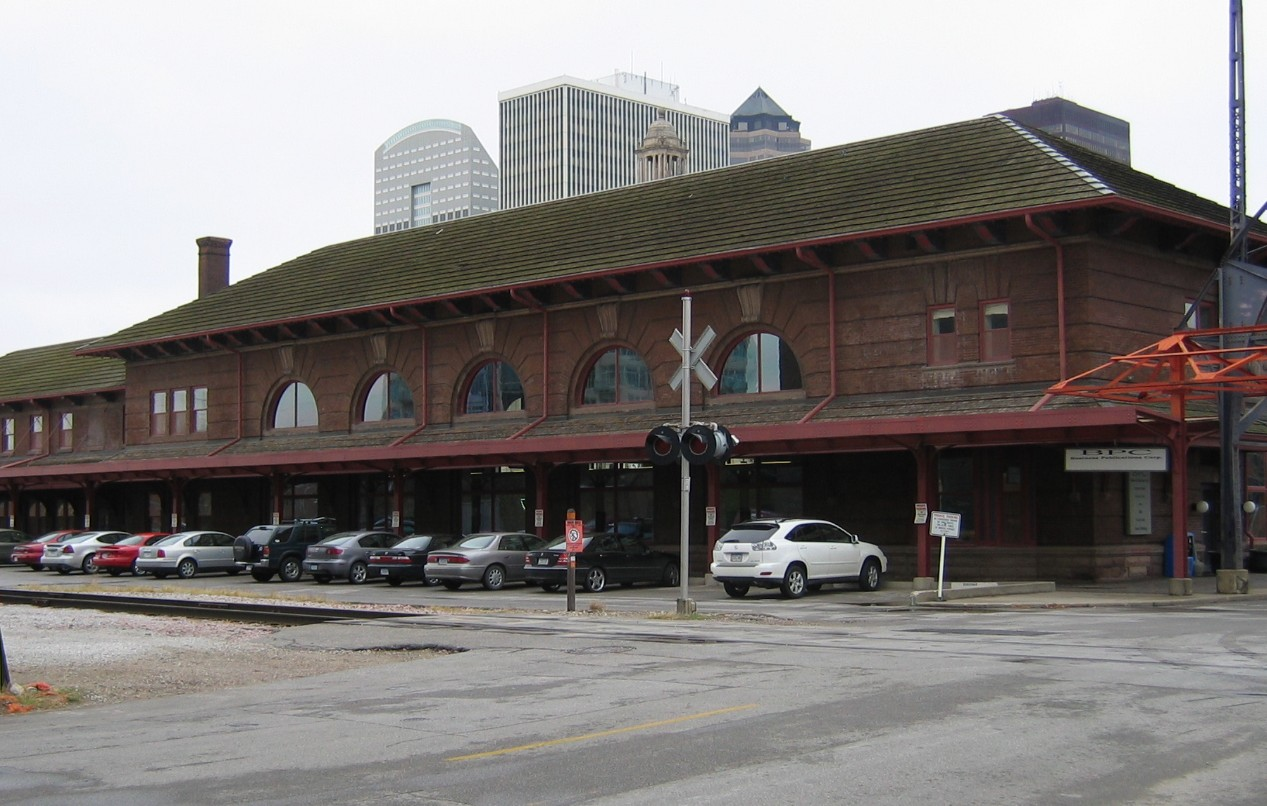
Der einstige Bahnhof im Stadtzentrum

Die Stadt ist an das Interstate-Highway-System angeschlossen. Die in Nord-Süd-Richtung verlaufende Interstate 35 und die in West-Ost-Richtung verlaufende Interstate 80 führen beide zusammen nordwestlich um die Stadt herum. An deren beiden Schnittpunkten zweigt die Interstate 235 ab, die unmittelbar nördlich des Stadtzentrums mitten durch die Stadt verläuft.
Die beiden Interstates werden durch zwei weitere Schnellstraßen zu einem Autobahnring ergänzt. Dies sind der Iowa Highway 5 im Süden und der U.S. Highway 65 im Osten der Stadt.
Das Straßennetz ist wie in den meisten Städten des Mittelwestens in einem Schachbrettmuster angelegt, wobei die Straßen überwiegend nach den vier Haupthimmelsrichtungen angelegt sind. Im Stadtzentrum ist das Straßennetz um einige Grad gegen den Uhrzeigersinn gedreht, wodurch es sich der Uferlinie des Des Moines River anpasst. Viele neuere Wohnviertel am Stadtrand weichen zugunsten weicherer Formen vom Schachbrettmuster ab.
Die Innenstadt verfügt über ein 5,6 Kilometer langes Skyway-System, das zahlreiche Bürogebäude und Parkhäuser miteinander verbindet.
Der innerstädtische Nahverkehr wird zur Gänze mit den Bussen der Des Moines Area Regional Transit Authority (DART) abgewickelt. Es gibt zehn Stadtbuslinien, neun Schnellbuslinien für Berufspendler aus dem Umland sowie Rufbusnetze in weniger dicht besiedelten Randgebieten.
In Des Moines kreuzen sich zahlreiche Eisenbahnlinien, die aber nur noch dem Güterverkehr dienen. Die nächstgelegene Bahnstation mit Personenverkehr liegt etwa 40 Meilen (64 Kilometer) südlich in Osceola. Sie wird vom California Zephyr, dem Überland-Schnellzug der Amtrak von Chicago nach Oakland, bedient. Die wichtigsten Überlandverkehre werden durch Buslinien der Greyhound Lines und Jefferson Lines abgewickelt.
Der Des Moines International Airport befindet sich fünf Kilometer südwestlich des Stadtzentrums. Er wird nur durch Inlandsflüge einiger US-amerikanischer Fluggesellschaften bedient.

## Wirtschaft
Viele Versicherungsgesellschaften haben ihren Hauptsitz in Des Moines, darunter die Principal Financial Group, Equitable of Iowa, Allied Insurance und American Republic Insurance Company, sowie der Medienkonzern Meredith Corporation.

## Flagge

Die Stadtflagge von Des Moines

Die Stadtflagge wurde von Walter T. Proctor entwickelt. Sie symbolisiert drei Brücken. Die Farben weiß, rot, blau entsprechen den amerikanischen Nationalfarben. Die Brücken stehen für die Übergänge Grand Avenue, Locust Street und Walnut Street über den Des Moines River.

## Medien

### Radiosender
Mittelwelle (AM)
- WOI-AM 640, NPR Affiliate (allgemein Gespräche)
- WHO-AM 1040, News, Talk Radio
- KXNO 1460, Sport

UKW (FM)
- WOI-FM 90.1, NPR Affiliate (allgemein Musik) Klassisch, Jazz, öffentliche Ausstrahlungen
- KGGO 94.9, Klassischer Rock

### Fernsehsender
- WOI-TV|WOI 5 lokale ABC Tochtergesellschaft
- KCCI 8 Lokale CBS Tochtergesellschaft
- WHO-TV|WHO 13 Lokale NBC Tochtergesellschaft
- KDSM 17 Lokale Fox Tochtergesellschaft

### Printmedien
- Cityview, eine unabhängige Wochenzeitung
- Des Moines Business Record
- Des Moines Register, die wichtigste Tageszeitung
- pointblank, eine unabhängige Wochenzeitung

## Colleges und Universitäten
- AIB College of Business
- College of Podiatric Medicine and Surgery
- Des Moines Area Community College
- Drake University
- Grand View College
- Hamilton College
- Simpson College
- Des Moines University and College of Osteopathic Medicine

## Kultur
- DAWN – Des Moines Area Writers Network
- Iowa Dance Theatre
- IPA – Iowa Poetry Association
- Civic Center of Greater Des Moines
- Des Moines Symphony
- Des Moines Art Center
- Art Scene
- Des Moines Art Festival
- Science Center of Iowa
- Living History Farms
- Des Moines Metro Opera
- Central Iowa Linux Users Group
- Stone Sour, Alternative-Metal-Band
- Slipknot, Nu-Metal- und Alternative-Metal-Band
- Iowa State Fair

## Sport
- Iowa Barnstormers: Arena-Football-Team der Arena Football League
- Iowa Cubs: Baseballteam (Triple-A) in der Minor League Baseball
- Iowa Wolves: Basketballteam der NBA G League
- Iowa Stars/Chops: Eishockeyteam der American Hockey League (AHL)
- Des Moines Buccaneers: Junioren-Eishockeyteam der United States Hockey League (USHL)
- Des Moines Oak Leafs (1961–1972): Eishockeyteam der International Hockey League (IHL)
- Des Moines Capitols (1972–1975): Eishockeyteam der International Hockey League (IHL)
- Drake Bulldogs: Sportabteilung der Drake University; Mitglied der Missouri Valley Conference

Zahlreiche Sportveranstaltungen finden in der Wells Fargo Arena statt, in der aber auch Pop-Konzerte gegeben werden.

## Städtepartnerschaften
Die Greater Des Moines Sister Cities Commission, mit Mitgliedern aus Des Moines, Johnston, Urbandale, Norwalk, Cumming, Windsor Heights, Ankeny und Grimes, unterhält Städtepartnerschaften mit
- Kōfu, Japan, seit 1958
- Saint-Étienne, Frankreich, seit 1985
- Shijiazhuang, China, seit 1985
- Pristina, Kosovo, seit 2018

Die Städtepartnerschaft mit  Stavropol in Russland wurde 2022 wegen des Angriffs auf die Ukraine ausgesetzt.

## Söhne und Töchter der Stadt
- Kareem Al Allaf (* 1998), syrisch-US-amerikanischer Tennisspieler
- George Wildman Ball (1909–1994), Jurist, Politiker und Diplomat
- Steve Bartkowski (* 1952), American-Football-Spieler
- Max Bennett (1928–2018), Jazz-Bassist
- Jack W. Brehm (1928–2009), Sozialpsychologe und Professor
- Jaimeo Brown (* 1978), Jazzmusiker
- Bill Bryson (* 1951), Autor
- Louis Carpino (1927–2019), Chemiker
- Caitlin Clark (* 2002), Basketballspielerin
- Welker Cochran (1897–1960), Karambolagespieler
- Stephen Collins (* 1947), Schauspieler, Regisseur und Autor
- Shawn Crahan (* 1969), Musiker, Mitbegründer und Percussionist der Band Slipknot
- Bill Daily (1927–2018), Schauspieler
- Rodney L. Davis (* 1970), Politiker
- Claire Dodd (1911–1973), Schauspielerin und Tänzerin
- Andreas Raymond Dombret (* 1960), deutsch-US-amerikanischer Wirtschaftswissenschaftler und Bankmanager
- Thomas Michael Disch (1940–2008), Science-Fiction-Autor
- Sondra van Ert (* 1964), Snowboarderin
- Thompson Benton Ferguson (1857–1921), Politiker
- Gordon Gebert (* 1941), Kinderdarsteller und Architekt
- Nate Green (* 1977), Basketballschiedsrichter
- Halston (1932–1990), Modedesigner
- Don Ed Hardy (* 1945), Tattookünstler, Autor und Designer
- John R. Harrison (* 1933), Journalist
- Matt Haviland (* 1961), Jazzmusiker
- Ashley Hinson (* 1983), Politikerin
- P. C. Hodgell (* 1951), Fantasy-Autorin
- Frank Jenks (1902–1962), Schauspieler und Musiker
- Shawn Johnson (* 1992), Kunstturnerin
- Lolo Jones (* 1982), Leichtathletin und Bobsportlerin
- Joey Jordison (1975–2021), Musiker, Schlagzeuger der Band Slipknot
- Dave Keuning (* 1976), Musiker, Gitarrist der Band The Killers
- Gertrude Käsebier (1852–1934), Fotografin
- David S. Kruidenier (1921–2006), Philanthrop und Publizist
- Cloris Leachman (1926–2021), Schauspielerin
- Kevin Little (* 1986), Sprinter
- Jesse May (* 1980), Pokerspieler und -kommentator
- Rita McBride (* 1960), Künstlerin
- Matt McCoy (* 1966), Politiker
- Kelly Pardekooper (* 1968), Songwriter
- Anthony Parker (* 1975), Basketballspieler
- Stanley Prusiner (* 1942), Biochemiker und Arzt
- Charles A. Rawson (1867–1936), Politiker
- William Harrison Riker (1920–1993), Politikwissenschaftler
- Randall B. Ripley (1938–2021), Politikwissenschaftler und Hochschullehrer
- George Roberts (1928–2014), Jazz- und Studiomusiker
- James Root (* 1971), Gitarrist der Bands Slipknot und Stone Sour
- William B. Rosson (1918–2004), Viersterne-General der United States Army
- Brandon Routh (* 1979), Schauspieler
- Bill Stewart (* 1966), Jazzschlagzeuger
- Lester Stoefen (1911–1970), Tennisspieler und -trainer
- India Summer (* 1975), Pornodarstellerin
- Corey Todd Taylor (* 1973), Musiker, Sänger der Bands Slipknot und Stone Sour
- Mick Thomson (* 1973), Musiker, Leadgitarrist der band Slipknot
- Sada Thompson (1929–2011), Schauspielerin
- Arthur Wahl (1917–2006), Chemiker
- Monrad Charles Wallgren (1891–1961), Politiker
- Tionne Watkins (* 1970), Mitglied der Pop-Gruppe TLC und Schauspielerin
- Kenneth Watson (1921–2023), theoretischer Physiker
- Gerald Eugene Wilkerson (* 1939), römisch-katholischer Geistlicher
- Sid Wilson (* 1978), Musiker und DJ
- Frank Wykoff (1909–1980), Leichtathlet und Olympiasieger

## Nachweise
1. ↑  www.dsm.city. (abgerufen am 10. Februar 2024).
2. ↑  Explore Census Data Des Moines city, Iowa. Abgerufen am 27. Oktober 2022.
3. ↑  List of NHLs by State: Iowa. National Park Service, abgerufen am 24. September 2020.
4. ↑  List of NHLs by State. National Park Service, abgerufen am 24. September 2020.
5. ↑  Suchmaske Datenbank im National Register Information System. National Park Service, abgerufen am 24. September 2020.
Weekly List im National Register Information System. National Park Service, abgerufen am 24. September 2020.
6. ↑  Walter T. Proctor (2004): Walter T. Proctor and the City of Des Moines Flag Design (Memento vom 16. Dezember 2005 im Internet Archive). Abgerufen am 9. Juli 2010.
7. ↑  Des Moines, Sister City Commission
8. 1 2  Virginia Barreda: Courting, communication — and breakups? Inside the Des Moines sister cities relationships. In: De Moines Register. 19. Juni 2025, abgerufen am 12. Juli 2025 (englisch).